# Souvigny-Bijbel

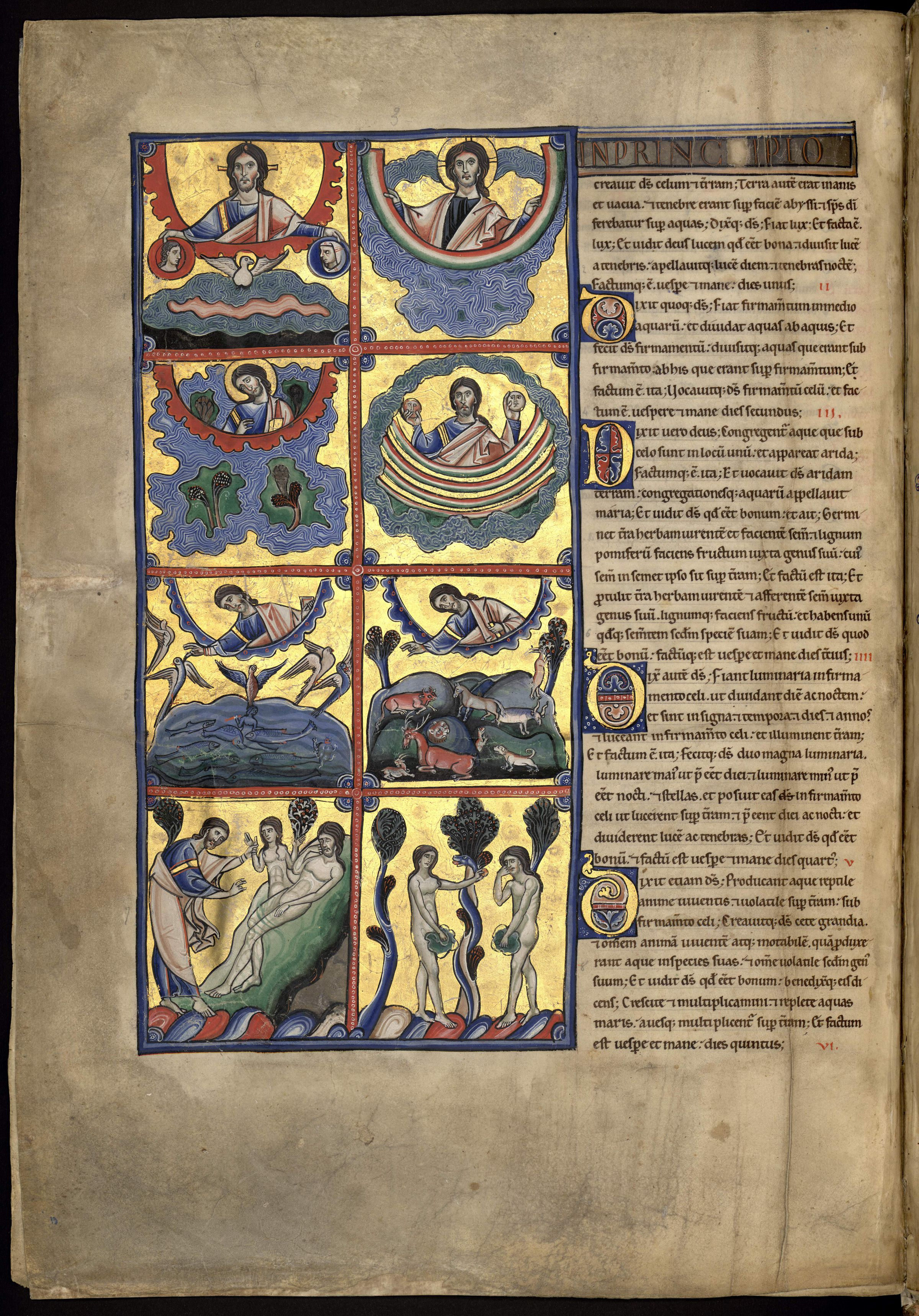
Souvigny-Bijbel, illustratie bij het scheppingsverhaal in Genesis.

De  Souvigny-Bijbel  is een rijkelijk versierd handschrift, dat op het einde van de twaalfde eeuw werd gemaakt. Het manuscript bevat het Oude en het Nieuwe Testament. Het ontstond waarschijnlijk in de invloedssfeer van Cluny. Het werk, hoewel als romaans gecatalogeerd, wordt beschouwd als een scharnierwerk tussen de romaanse en de gotische kunst. Het wordt vandaag bewaard in de  médiathèque communautaire de Moulins met als signatuur Moulins BM Ms.01 Souvigny.

## Beschrijving
De bijbel meet 390 x 560 mm en bevat 392 schapenperkamenten folia. De bijbel weegt meer dan 32 kg. De Latijnse tekst is van de hand van twee scribenten,. Hij is met zwarte inkt geschreven in twee kolommen, met 46 lijnen in een Karolingische minuskel. Het tekstblok meet ca. 286 x 410 mm. Het boek bevat 123 miniaturen waarvan vijf grote miniaturen en 118 gehistorieerde initialen.

## Geschiedenis
Deze bijbel werd voor het eerst vermeld in het obituarium van de priorij van Souvigny uit de vijftiende eeuw. Daarin stond dat er jaarlijks op 13 november een volledige kerkdienst moest gehouden worden ter herinnering aan Bernard de sacristijn, die in de periode dat Aimeric prior was, tussen 1183 en 1206, een tiental manuscripten in de priorij zou laten maken hebben. De fameuze bijbel zou een van die manuscripten zijn geweest, maar kunsthistorici kunnen deze herkomst niet bevestigen.
De Souvigny-Bijbel is een van de bijbels uit een groep van vier, allemaal afkomstig uit het hertogdom Bourgondië en gemaakt in cluniacenzische scriptoria. De drie andere manuscripten zijn:
- een bijbel bewaard in Lyon in de  Bibliothèque municipale de Lyon  als Ms.410-411.
- de bijbel van de Saint-Sulpice in Bourges,  BM de Bourges, Ms.3
- de bijbel van Fressac, Latin 58

Een vierde manuscript dat qua tekst zeer dicht bij de groep aanleunt, maar qua verluchting totaal verschillend blijkt, is de bijbel van Clermont, bewaard in de Médiathèque de Clermont-Ferrand als Ms.1. Historici menen dat de tekst van de Souvigny-Bijbel gekopieerd is van de Clermont-Bijbel, en ze baseren zich daarvoor op de volgorde van de boeken van het Oude Testament die compleet verschillend is van die in de Vulgaat, maar identiek in de Clermont- en Souvigny-Bijbels.
In 1708 bezochten dom Martène en dom Durand de priorij van Souvigny en maakten gewag van de grote bijbel die ze daar gezien hadden in hun reisverslag dat in 1817 gepubliceerd werd. Een notitie op de binnenzijde van de band vermeldde dat het boek in 1415 naar het Concilie van Konstanz was gebracht. ,
In 1793 tijdens de Franse Revolutie, werd de priorij opgeheven en de bibliotheek overgebracht naar Moulins. Van de 89 manuscripten die de bibliotheek van de priorij van Souvigny bevatte volgens een inventaris van 1790, werden slechts enkele werken waaronder deze bijbel bewaard in de bibliotheek van Moulins, de rest werd openbaar verkocht in 1810.